# The August 6th PDB
The August 6th PDB är det dokument som presenterades för presidentens George W Bush vid den dagliga genomgång 6 augusti 2001. Dokument blev offentligt i samband med 11 septemberkommissionens förhör 2003. Dokumentet varnar om en kommande attack förberedd av Usama Bin Ladin på amerikansk mark. Detta var 36 dagar före 11 september-attackerna. George W Bush uttryckte i efterhand att han var nöjd över att FBI utredde ärendet, och därav inte kände någon större oro över varningen. Dokumentet släpptes efter påtryckningar från allmänheten 2004.

## Dokumentet
Följande är dokumentet översatt till svenska

Bin Ladin fast besluten att slå till i USA
Hemliga rapporter och rapporter från regeringar och massmedia tyder på att Bin Ladin sedan år 1997 velat utföra terrorattacker i USA. Bin Ladin lät i amerikanska TV-intervjuer åren 1997 och 1998 förstå att hans anhängare skulle följa exemplet från Ramzi Yousef som bombade World Trade Center och ”föra striden till Amerika”.
Efter den Amerikanska missilattacken mot hans bas i Afghanistan år 1998 sade Bin Ladin till sina anhängare att han ville slå tillbaka i Washington, enligt en [--] tjänst. En medlem av Egyptiska Islamiska jihad (EIJ) har samtidigt berättat för en [--] tjänst att Bin Ladin planerade att utnyttja operatörers möjligheter att resa till USA för att genomföra ett terrorangrepp.
Millenniekomplotten i Kanada år 1999 kan ha varit en del av Bin Ladins första allvarliga försök att genomföra terrorattacker i USA.  Den dömde konspiratören Ahmed Ressam har sagt till FBI att attacken mot Los Angeles internationella flygplats var hans egen idé men att Bin Ladins närmaste man, Abu Zubaydah, uppmuntrat honom och hjälpt till att underlätta operationen. Ressam sade också att Abu Zubaydah planerade en egen attack mot USA år 1998.
Ressam säger att Bin Ladin känner till Los Angeles- operationen.
Även om Bin Ladin inte lyckats, visar hans attacker mot de amerikanska ambassaderna i Kenya och Tanzania år 1998 att han förbereder operationer flera år i förväg och inte låter sig hindras av bakslag. Bin Ladins medarbetare bevakade våra ambassader i Nairobi och Dar es Salaam redan år 1993, och några medlemmar av Nairobicellen som planerade bombningarna greps och deporterades år 1997.
Al-Qa'ida-medlemmar – av vilka vissa är amerikanska medborgare – har bott i, eller rest till, USA i flera år, och gruppen upprätthåller av allt att döma en stödstruktur som skulle kunna vara till hjälp i attacker. Två al Qua'da-medlemmar som befanns skyldiga i komplotten för att bomba våra ambassader i Östafrika var amerikanska medborgare, och en hög medlem av Egyptiska Islamiska jihad bodde i Kalifornien i mitten av 1990-talet.
En hemlig källa sade år 1998 att en Bin Ladin-cell i New York höll på att rekrytera muslimska amerikanska ungdomar för attackerna.
Vi har inte kunnat få bekräftelse på vissa av de mer sensationella hotrapporterna, som den från [--] tjänsten år 1998 enligt vilken Bin Ladin ville kapa ett amerikanskt plan för att tvinga fram ett frisläppande av ”Blinde shejken” 'Umar' Abd al-Rahman och andra extremister i amerikanska fängelser. Icke desto mindre tyder FBI:s information sedan dess på ett mönster av misstänkt verksamhet här i landet, som överensstämmer med förberedelser för kapningar eller andra former av attacker, inklusive den nyligen inträffade bevakningen av federala byggnader i New York. 
FBI håller på med cirka 70 fullständiga fältundersökningar över hela USA som man tror har samband med Bin Ladin. CIA och FBI håller på att utreda ett samtal till vår ambassad i Förenade Arabemiraten i maj, enligt vilken en grupp anhängare till Bin Ladin befann sig i USA och planerade bombattacker. ”